# Ione taiwanensis
Ione taiwanensis là một loài chân đều trong họ Bopyridae. Loài này được Markham miêu tả khoa học năm 1995.